# The Night
Albums de Morphine
Like Swimming
(1997)
The Night est le cinquième album du groupe de rock alternatif américain Morphine. Il est sorti en 2000.

## Titres
Compositions de Mark Sandman.
1. The Night - 4:50
2. So Many Ways - 4:01
3. Souvenir - 4:40
4. Top Floor, Bottom Buzzer - 5:44
5. Like a Mirror - 5:26
6. A Good Woman Is Hard to Find - 4:14
7. Rope on Fire - 5:36
8. I'm Yours, You're Mine - 3:46
9. The Way We Met - 2:59
10. Slow Numbers - 3:58
11. Take Me With You - 4:54

## Musiciens
- Mark Sandman - basse ; chant.
- Dana Colley - saxophone baryton et ténor, voix
- Billy Conway - batterie